# English Heritage

Logo organizacji

English Heritage – organizacja pozarządowa, opiekująca się zabytkami budownictwa w Anglii należącymi do „zbioru dziedzictwa narodowego” (National Heritage Collection). Powołana na mocy ustawy z r. 1983, wówczas jako agenda rządu brytyjskiego, która jednocześnie rozwiązała dotychczasowe ciała opiekujące się zabytkami z ramienia rządu. Organizacja finansowana jest przez Departament Kultury, Mediów i Sportu. W latach 2007/2008 zabytki zarządzane przez English Heritage odwiedziło 5,3 mln osób. Organizacja prowadzi również archiwum internetowe, które zawiera ok. 400 000 zdjęć.
W 2015 roku poddana została reorganizacji – nowo powołana instytucja Historic England przejęła zadania związane z ochroną dziedzictwa narodowego (m.in. zarządzanie listą obiektów zabytkowych), English Heritage przekształcone zostało w pełni niezależną organizację pozarządową, której jedynym zadaniem jest zarządzanie posiadłościami.